# Picaflors de corona daurada
El picaflors de corona daurada (Dicaeum anthonyi) és un ocell de la família dels diceids (Dicaeidae).

## Hàbitat i distribució
Habita boscos molt humids de les muntanyes del nord de Luzon, a les Filipines.